# Olga Lisikova
Olga Mijáilovna Lisikova de soltera Vlasova (en ruso: Ольга Михайловна Лисикова; Vladivostok, Imperio ruso, 7 de noviembre de 1916 - San Petersburgo, Rusia, 7 de septiembre de 2011) fue una piloto de transporte soviética y la única mujer en la Fuerza Aérea Soviética en convertirse en piloto al mando de un C-47.

## Biografía

### Infancia y juventud
Olga Vlasova nació el 7 de noviembre de 1916 en Vladivostok en el seno de un familia de clase trabajadora de etnia rusa, ella y su familia se mudaron a Leningrado, donde asistió a la escuela. Su padre era maestro, su padrastro, secretario en un comité distrital del partido, y su madre, que originalmente era ama de casa, luego se convirtió en trabajadora de un restaurante. Después de graduarse en la escuela secundaria asistió a la escuela de oficios y se convirtió en capataz en una fábrica local.
En 1934 ingresó a la Escuela de Aviación Civil de Tambov, y en 1936 ella y las otras alumnas de las escuelas de vuelo de Balashov y Tambov fueron transferidas a la Escuela de Vuelo de Bataisk para formar un escuadrón de mujeres; allí pilotó los aviones Polikarpov Po-2 y Polikarpov R-5. Después de graduarse de la escuela en 1937, se convirtió en piloto de Aeroflot y fue asignada a la difícil ruta Moscú-Leningrado a pesar de su inexperiencia. Sin embargo, dominó la ruta, volando sola en aviones pequeños y luego como copiloto en un Kalinin K-5 con su futuro esposo Vasili Lisikov. Más tarde se convirtió en una de las pocas mujeres piloto en la Guerra de Invierno, volando misiones principalmente para evacuar a soldados heridos y congelados del frente, todo mientras estaba embarazada de su primer hijo.

### Segunda Guerra Mundial
En el momento de la invasión alemana de la Unión Soviética, Lisikova era madre primeriza; sin embargo, fue reclutada de inmediato como piloto en servicio activo para llevar una ambulancia aérea SP-2 (un Po-2 ligeramente modificado para poder llevar una o dos camillas en la cabina trasera) para evacuar a los soldados heridos. Durante uno de sus vuelos en los primeros días de la guerra, su avión que transportaba a dos soldados heridos fue atacado por un avión alemán Bf 109, lo que la obligó a realizar maniobras evasivas, a pesar de que estaba claramente marcado como un avión médico con una cruz roja pintada. Por evadir con éxito al caza atacante y salvar a sus pasajeros mientras provocaba al mismo tiempo que el Bf 109 perseguidor se estrellara en un picado, recibió la Orden de la Bandera Roja.
Más tarde sus superiores la enviaron a recibir entrenamiento complementario para volar los aviones de transporte Lisunov Li-2 y C-47; como piloto experimentada con más de 1600 horas de vuelo en ese momento, le encantaba el avión, que era mucho más grande y más avanzado que otros aviones con los que había volado anteriormente. A pesar de sólo realizó un breve entrenamiento y un vuelo de control, rápidamente dominó el vuelo del complejo avión, que requería una tripulación de seis personas (piloto, copiloto, navegante, artillero de cola, mecánico y operador de radio), y recibió un ascenso para convertirse en piloto al mando; varios días después de que se emitiera la orden de su ascenso, fue puesta en suspenso temporalmente por los intentos del comandante de su división de asignarla a transportar aviones comprados a los Estados Unidos a través de Siberia para deshacerse de la única mujer piloto en su división, pero finalmente recibió la promoción y comenzó a realizar salidas de combate como piloto al mando del Li-2 y más tarde del ligeramente diferente C-47.
Las misiones que realizó durante la guerra incluían el lanzamiento de paracaidistas, el envío de ayuda a la sitiada Leningrado y el envío de suministros a los partisanos. A lo largo de la guerra realizó alrededor de 408 salidas, 280 de ellas en los transportes de carga pesada Li-2 y C-47. Aunque recibió relativamente pocas condecoraciones en comparación con el gran número de salidas que realizó, aparecía con frecuencia en los medios de comunicación durante la guerra, con su imagen y descripciones de sus hazañas impresas en folletos, así como en periódicos y revistas, incluido en la revista Ogoniok.

### Posguerra
Después de la guerra volvió a volar brevemente para Aeroflot, volaba en varias rutas desde Leningrado, pero debido a su mala salud provocada volar a gran altura durante la guerra sin una máscara de oxígeno suplementaria, se vio obligada a dejar de volar por completo en 1946.
Debido a que creyó erróneamente que su primer marido, Vasili Lisikov, había muerto después de que su avión fuera derribado y explotara, se volvió a casar y se estableció con su nueva familia. Sin embargo, su esposo anterior había sobrevivido a la guerra, había sido capturado por los alemanes cuando estaba gravemente herido y posteriormente encarcelado en un campo de prisioneros de guerra y luego en un campo de la NKVD para exprisioneros de guerra antes de ser finalmente liberado en 1946.
Vivió los últimos años de su vida en una casa para veteranos de guerra en Pavlovsk, a unos 30 kilómetros al sur de San Petersburgo, antes de morir el 7 de septiembre de 2011 a los 94 años de edad.

## Condecoraciones
A lo largo de su carrera militar Olga Lisikova fue galardonada con las siguientes condecoracionesː
|  | Orden de la Bandera Roja (1942)                |
|  | Orden de la Guerra Patria de 2.do grado (1985) |
|  | Orden de la Estrella Roja (1943)               |
|  | Medalla por el Servicio de Combate (1944)      |
|  | Medalla por la Defensa de Leningrado           |
|  | Medalla por la Defensa de Moscú                |

- Caballero de la insignia de honor de la ciudad de San Petersburgo.